# II. Fliegerkorps
Das II. Fliegerkorps war ein Großverband der Luftwaffe der Wehrmacht im Zweiten Weltkrieg.

## Geschichte

### Aufstellung
Das II. Fliegerkorps wurde am 11. Oktober 1939 in Frankfurt am Main aus der 2. Flieger-Division gebildet. Am 29. August 1944 erhielt das Korps die Bezeichnung Kommandierender General der Deutschen Luftwaffe Nordbalkan, kehrte aber im Februar 1945 wieder zur alten Bezeichnung zurück.

### 1940
Das II. Fliegerkorps nahm unter dem Kommando der Luftflotte 3 am Westfeldzug teil, als es unter anderen dem XIX. Armeekorps in der Schlacht bei Sedan den Übergang über die Maas ermöglichte. Dazu standen dem Korps am 10. Mai 440 Flugzeuge zur Verfügung, bestehend aus 343 Kampf-, 86 Sturzkampf- und 11 Aufklärungsflugzeugen.
Später nahm es am 3. Juni mit seinen Bomberverbänden am Unternehmen Paula teil, um die im Raum Paris vorhandenen Flugplätze und Flugzeugfabriken durch Luftangriffe zu zerstören.
Ab Juli 1940, war es der Luftflotte 2 unterstellt, um an der Luftschlacht um England mitzuwirken. Dazu standen dem Korps am 7. September mindestens 424 Flugzeuge zur Verfügung, bestehend aus 256 Kampf-, 82 Sturzkampf- und 86 Zerstörerflugzeuge, sowie weitere Flugzeuge anderer Art.

### 1941
Im Juni 1941, in Vorbereitung des Überfalls auf die Sowjetunion, verlegte das Korps zusammen mit der Luftflotte 2 in den Mittelabschnitt der Ostfront. Nach Beginn des Angriffs am 22. Juni griff das Korps drei Tage lang, mit allen verfügbaren Kräften, sowjetische Militärflugplätze an. In dieser Phase wurden die Bomber täglich vier- bis sechsmal, die Sturzkampfbomber sieben- bis achtmal und die Jäger fünf bis achtmal eingesetzt. Anschließend griffen die Sturzkampfbomber des Korps in die Kämpfe zur Eroberung der Festung Brest-Litowsk ein. Danach unterstützten die fliegenden Verbände des Korps die Panzergruppe 2 und die 4. Armee bei ihrem Vormarsch. Dabei zeigte sich, dass die einheitliche Führung der Nahkampfverbände und der Bomber unpraktisch war, so dass der ad hoc aufgestellte Nahkampfführer II (Generalmajor Martin Fiebig) auf Weisung des Korps diese Verbände führte. Das Korps unterstützte die Bodentruppen bei der Kesselschlacht bei Białystok und Minsk, indem es Ausbruchsversuche attackierte und im Hinterland Eisenbahnanlagen zerstörte. Bei der Kesselschlacht von Smolensk vereitelte das Korps durch sogenannte rollende Luftangriffe einen Durchbruch mit Panzern südöstlich von Smolensk. Ein weiterer Schwerpunkt des Korps zu dieser Zeit war die Bekämpfung von Eisenbahnverbindungen in Raum Roslawl-Suchinici-Brjansk-Uneca. Eine Nebenaufgabe war die Bekämpfung von Flußmonitoren im Pripjat-Gebiet die der 1. Kavallerie-Division Probleme bereiteten.
In die Doppelschlacht bei Wjasma und Brjansk und der Schlacht um Moskau griff es ebenfalls ein. Das Korps zeichnete auch verantwortlich für die Durchführung von Luftangriffen auf Moskau. Für die im Wesentlichen zwischen dem 21. Juli und 6. Dezember durchgeführten Nachtangriffe wurden auch Kampfgeschwader aus anderen Teilen der Ostfront und aus dem Westen zugeführt. Bei insgesamt 76 Angriffen starben 1088 Zivilisten.

### 1942
Anfang Dezember 1941 verlegte das Korps dann in den Mittelmeerraum, um über dem westlichen Mittelmeer aktiv zu wurden. Im März/April 1942 führten seine Verbände Luftangriffe auf die britisch besetzte Mittelmeerinsel Malta durch, mit dem Ziel diese im Rahmen des Unternehmen Herkules zu besetzen. Am 23. März griffen Torpedoflugzeuge des Korps den alliierten Geleitzug MW 10 an, der Nachschub nach Malta bringen sollte. Getroffen wurden der Frachter Clan Campbell (7255 BRT), der anschließend sank, der Zerstörer Kingston, der sich nach Malta retten konnte, und der Frachter Breconshire (9776 BRT), der am Strand auf Grund gesetzt wurde. Im April erreichten die Einsätze des Korps gegen Malta ihren Höhepunkt, als es 4082 Tages- und 256 Nachteinsätze flog. Dabei wurden die britischen Zerstörer Lance, Gallant, Kingston, das M-Boot Abingdon, die U-Boote P.36, Pandora und Glavkos (griechisch), der Marinetanker Plumleaf (5916 BRT) und mehrere kleinere Schiffe versenkt.

### 1943
Nach der alliierten Landung auf Sizilien am 10. Juli 1943, nutzten sich die fliegenden Verbände im Kampf mit der Royal Air Force und der United States Army Air Forces schnell ab, so dass sie den Bodentruppen kaum Hilfe bieten konnten. Nach der alliierten Invasion in Italien, ab dem 3. September musste sich auch das II. Fliegerkorps nach Norden zurückziehen.

### 1944/45
Ab Dezember 1943 wechselte es in das deutschbesetzte Frankreich in den Befehlsbereich der Luftflotte 3, bevor es im August 1944 auf den Balkan verlegt wurde. Von dort erfolgte die Unterstellung unter die Luftflotte 4 an der Ostfront und ab Februar 1945 unter die Luftflotte 6 im Bereich der Heeresgruppe Weichsel. Hier nahmen die Verbände des Korps an der Schlacht um Berlin teil. Aufgrund Betriebsstoffmangels kam es nur zu wenigen Schlachtflieger-, Nachtschlachtflieger und Jagdfliegereinsätzen. Letzter Standort war Biesenthal bei Berlin. Das Korps wurde am 2. April 1945 in das Luftwaffenkommando Nordost umgewandelt.

## Personen

### Kommandierender General
| Dienstgrad          | Name                 | Datum                                 |
| ------------------- | -------------------- | ------------------------------------- |
| Generalmajor        | Bruno Loerzer        | 11. Oktober 1939 bis 23. Februar 1943 |
| Generalmajor        | Martin Harlinghausen | 23. Februar 1943 bis 12. Juni 1943    |
| Generalleutnant     | Alfred Bülowius      | 26. Juni 1943 bis 30. Juni 1944       |
| Generalleutnant     | Kurt Kleinrath       | 1. Juli 1944 bis 29. August 1944      |
| General der Flieger | Johannes Fink        | 1. Dezember 1944 bis 1. Januar 1945   |
| General der Flieger | Stefan Fröhlich      | 1. Januar 1945 bis 30. Januar 1945    |
| General der Flieger | Martin Fiebig        | 1. Februar 1945 bis 12. April 1945    |

### Chef des Stabes
| Dienstgrad     | Name                 | Datum                                  |
| -------------- | -------------------- | -------------------------------------- |
| Oberst         | Günther Korten       | 19. Dezember 1939 bis 20. Februar 1940 |
| Oberstleutnant | Andreas Nielsen      | 25. Februar 1940 bis 20. Juni 1940     |
| Oberstleutnant | Paul Deichmann       | 20. Juni 1940 bis 24. August 1942      |
| Oberstleutnant | Holm Schellmann      | 19. August 1942 bis 5. März 1943       |
| Oberst         | Ernst Kusserow       | 5. März 1943 bis 6. September 1943     |
| Oberst         | Lothar von Heinemann | 6. September 1943 bis 19. Juli 1944    |

### Erster Generalstabsoffizier
| Dienstgrad | Name                   | Datum                                   |
| ---------- | ---------------------- | --------------------------------------- |
| Major      | Fritz G. Doench        | 1. August 1940 bis ?                    |
| Major      | Arno Kleyenstüber      | 3. Dezember 1941 bis 17. November 1942  |
| Major      | Siegfried von Eschwege | 1. Januar 1942 bis 1. Mai 1942          |
| Major      | Rudolf Müller          | 18. November 1942 bis 10. Dezember 1943 |
| Major      | Heinrich Fahrenberg    | 10. Dezember 1943 bis 1. November 1943  |
| Hauptmann  | Wilhelm Kaiser         | 2. August 1944 bis 28. August 1944      |

## Unterstellung
| Unterstellung             | von              | bis             |
| ------------------------- | ---------------- | --------------- |
| Luftflotte 3              | 11. Oktober 1939 | Juni 1940       |
| Luftflotte 2              | Juni 1940        | Dezember 1943   |
| Luftflotte 3              | Dezember 1943    | August 1944     |
| Luftwaffenkommando Südost | August 1944      | November 1944   |
| Luftflotte 4              | November 1944    | 3. Februar 1945 |
| Luftflotte 6              | 3. Februar 1945  | 2. April 1945   |

## Unterstellte Verbände
| 10. Mai 1940 | |
| --- | --- |
| 10. Mai 1940 | Stab, I., II. und III./Kampfgeschwader 2; Stab, I., II. und III./Kampfgeschwader 3; Stab, I., II. und III./Kampfgeschwader 53; II./Sturzkampfgeschwader 2; I./Trägergruppe 186; 3./Fernaufklärungsgruppe 121 |
| 13. August 1940 | |
| Stab, I., II. und III./Kampfgeschwader 2; Stab, I., II. und III./Kampfgeschwader 3; Stab I., II. und III./Kampfgeschwader 53; II./Sturzkampfgeschwader 1; IV./Lehrgeschwader 1; Erprobungsgruppe 210; Nahaufklärungsgruppe 30                                                     | |
| 22. Juni 1941 | |
| Stab, I., II. und III./Kampfgeschwader 3; Stab, I., II. und III./Kampfgeschwader 53; Stab, I., II. und III./Sturzkampfgeschwader 77; Stab, I. und II./Schnellkampfgeschwader 210; Stab, I., II., III. und IV./Jagdgeschwader 51; 1./Fernaufklärungsgruppe 122, KGr. z. b. V. 102; | |
| 28. Juni 1942 | |
| I./Kampfgeschwader 54; II./Jagdgeschwader 53; I./Nachtjagdgeschwader 2; Küsten-Flieger-Gruppe 606; Küsten-Flieger-Gruppe 806; Ergänzungsstaffel/Sturzkampfgeschwader 3 | |
| April 1943 | |
| Stab, I., II. und IV./Kampfgeschwader 54; Stab, II. und III./Kampfgeschwader 76; Stab, I., II. und III./Kampfgeschwader 77; III./Kampfgeschwader 26; II./Kampfgeschwader 30 | |
| 6. Juni 1944 | |
| Fliegerführer West mit Stab, I. und III./Zerstörergeschwader 1; III./Schlachtgeschwader 4; Kurierstaffel Fliegerführer West, Transportstaffel Fliegerführer West | |
| 8. März 1945 | |
| 1. Flieger-Division; 4. Flieger-Division; IV./Nachtjagdgeschwader 2; II./Nachtjagdgeschwader 3; III./Kampfgeschwader 53 | |

Anmerkungen
1. ↑  Bedeutung der Abkürzungen, siehe Organisation der Geschwader